# 김선기 (1982년)
김선기(金善基, 1982년 3월 12일~ )은 대한민국의 전직 스타크래프트 프로게이머이다. Qoo)SuNnY 라는 아이디이며, 종족은 테란이다.

## 생애
2002년 한빛 스타즈(현 웅진 스타즈)에 입단하며 프로게이머 생활을 시작하였다.
대한민국 공군 사병으로 복무한 그는 2007년 1월 공군 전산특기병에 선발되었으며 이후 2007년 4월부터 공군 ACE 소속으로 활동하였다.
김선기는 지난 2005년 11월 23일 이후 2008년 5월 31일에 신상문을 상대로 921일 만의 프로리그 개인전 승리를 거두는 쾌거를 이뤄냈다.
이후 2009년 4월 17일 군에 제대했다. 김선기는 프로게이머 생활을 계속하는 것도 의미가 있지만 대학교를 졸업하는 것이 우선이라 판단, 은퇴를 결심하였다.
여담으로, 공군 ACE 소속으로 활동하는 동안, 1승만 거뒀었는데, 그 1승이 신상문한테 거둔 승리이며, 팀도 승리했다.
2012년 Tving 스타리그 4강전에 관람을 오며 오랜만에 모습을 드러냈다. 현재 미국 유학 중이며, 미국에 있는 대학교에 진학 중이라고 한다.

## 경력
- 2003년 10월 대구 게임 페스티발 우승
- 2004년 TIC 라이코스 대회 개인전 우승
- 2004년 스카이 프로리그 2004 1라운드 결승전 MVP (김선기/나도현)
- 2005년 스카이프로리그 그랜드 파이널 우승 (한빛 스타즈)